# Hypomachilodes texanus
Hypomachilodes texanus är en insektsart som beskrevs av Filippo Silvestri 1911. Hypomachilodes texanus ingår i släktet Hypomachilodes och familjen Meinertellidae. Inga underarter finns listade i Catalogue of Life.